# Patricia Zipprodt
Patrícia Zipprodt (Chicago,  24 de fevereiro de 1925 - Nova Iorque, 17 de julho de 1999) foi uma figurinista norte-americana.
Figurinista de Teatro, foi premiada com o Tony Award em três oportunidades: em 1965 por Um violinista no telhado; em 1967 por Cabaret e em 1986 for Sweet Charity.
No cinema fez os figurinos de The Graduate e na TV em adaptações como Alice no País das Maravilhas e Sunday in the Park with George.